# Sloanea brevipes
Sloanea brevipes là một loài thực vật có hoa trong họ Côm. Loài này được Benth. miêu tả khoa học đầu tiên năm 1861.